# The Monster Ball Tour
The Monster Ball Tour là chuyến lưu diễn ca nhạc vòng quanh thế giới của nữ ca sĩ nhạc pop Lady Gaga được tổ chức nhằm quảng bá và tạo tiếng vang cho album The Fame Monster phát hành đầu năm 2009 của cô.The Monster Ball Tour chính thức được công bố vào ngày 15 tháng 10 năm 2009 sau khi cô góp mặt biểu diễn trong chuyến lưu diễn của ngôi sao ca nhạc Kanye West. Chuyến lưu diễn bắt đầu vào ngày 27 tháng 11 năm 2009 và kết thúc vào ngày 18 tháng 4,2011

## Sự kiện mở đầu
- Kid Cudi (November 27 – ngày 14 tháng 12 năm 2009)
- Jason Derülo (ngày 28 tháng 12 năm 2009 – ngày 26 tháng 1 năm 2010)
- Alphabeat[2] (February 18 – ngày 5 tháng 3 năm 2010)
- Semi Precious Weapons (ngày 27 tháng 11 năm 2009 – ngày 19 tháng 9 năm 2010)

Đây là chuyến lưu diễn đầu tiên có doanh số tiêu thụ vé lớn nhất của Lady Gaga. Nhu cầu mua vé đến xem Gaga biểu diễn cao đến mức công ty chuyên tổ chức sự kiện Live Nation đã công bố rằng cô sẽ tiếp tục quay lại nước Mỹ với một chuyến biểu diễn tiếp theo vào tháng 2 năm 2010. Dự kiến "The Monster Ball Tour 2011" sẽ bắt đầu tại thành phố Atlantic với phần trình diễn tại hơn 10 sân vận động.
Tạp chí Billboard bình luận: "Lady Gaga là một nghệ sĩ tài năng và đi trước thời đại, cô ấy biết cách làm khán giả trở nên phấn khích trước màn trình diễn của mình và số lượng vé khổng lồ bán được trên toàn thế giới chứng tỏ mọi người đang phát cuồng vì cô ấy đến mức nào".
Trước thành công lớn của tour diễn Monster Ball, Lady Gaga đã không quên cảm ơn gia đình, những người hâm mộ và bạn bè mình: "Tôi tên là Lady Gaga và tôi đã từng có một thời gian dài ngồi ở vị trí khán giả, nơi mà chẳng ai biết đến mình. Vì thế, bây giờ đây khi các bạn xem tôi diễn trên sân khấu, xin hãy nhớ rằng tôi đã từng có một khoảng thời gian như thế. Cảm ơn các "little monster"của tôi (tên gọi thân mật của Gaga với người hâm mộ). Cảm ơn vì đã giúp cho giấc mơ của tôi trở thành hiện thực".
Kết thúc chuyến lưu diễn này, Gaga dự kiến sẽ thu về khoảng 200 triệu USD tiền vé trên phạm vi toàn thế giới, trở thành một cột mốc lớn trong sự nghiệp âm nhạc đầy hứa hẹn của nữ ca sĩ tài năng đầy hứa hẹn này.. Đồng thời, trong khoảng thời gian biểu diễn, Lady đã và đang thu âm các ca khúc trong một phòng thu mini trên xe buýt đi lưu diễn của cô. Hiện Gaga vẫn tiếp tục cuộc hành trình lưu diễn vòng quanh thế giới nhưng không vì thế mà cô trì hoãn việc chuẩn bị cho album mới.

## Danh sách trình diễn ca khúc

### Bắc Mỹ
1. "Dance in the Dark"
2. "Just Dance"
3. "LoveGame"
4. "Alejandro"
5. "Monster"
6. "So Happy I Could Die" (except Detroit, Boston and New York City shows)
7. "Teeth"
8. "Speechless"
9. "Poker Face" (Piano Version)
10. "Make Her Say" (Performed with Kid Cudi) (November 27 - ngày 11 tháng 12 năm 2009 only)
11. "Fashion" (November 27 - December 11 only)
12. "The Fame"
13. "Money Honey"
14. "Beautiful, Dirty, Rich"
15. "Boys Boys Boys"
16. "Paper Gangsta" (except January 12–24)
17. "Poker Face"
18. "Paparazzi"
19. "Eh, Eh (Nothing Else I Can Say)"
20. "Bad Romance"

### Châu Âu,Châu Đại Dương,Châu ÁvàBắc Mỹ
1. "Dance in the Dark"
2. "Glitter and Grease"
3. "Just Dance"
4. "Beautiful, Dirty, Rich"
5. "Vanity"
6. "The Fame"
7. "LoveGame"
8. "Boys Boys Boys"
9. "Money Honey"
10. "Telephone"
11. "Brown Eyes" (removed ngày 2 tháng 7 năm 2010)
12. "Stand By Me" (only on May 15, May 18, May 28 – ngày 2 tháng 6 năm 2010)
13. "Speechless"
14. "You and I" (added ngày 28 tháng 6 năm 2010)
15. "So Happy I Could Die"
16. "Monster"
17. "Teeth"
18. "Alejandro"
19. "Poker Face"
20. "Paparazzi"
21. "Bad Romance"

## Ngày diễn
| Bắc Mỹ                    |                    |                |                                    |
| ngày 27 tháng 11 năm 2009 | Montreal           | Canada         | Bell Centre                        |
| ngày 28 tháng 11 năm 2009 | Toronto            | Canada         | Air Canada Centre                  |
| ngày 29 tháng 11 năm 2009 | Ottawa             | Canada         | Scotiabank Place                   |
| ngày 1 tháng 12 năm 2009  | Boston             | Hoa Kỳ         | Wang Center                        |
| ngày 2 tháng 12 năm 2009  | Boston             | Hoa Kỳ         | Wang Center                        |
| ngày 3 tháng 12 năm 2009  | Camden             | Hoa Kỳ         | Susquehanna Bank Center            |
| ngày 9 tháng 12 năm 2009  | Vancouver          | Canada         | Queen Elizabeth Theatre            |
| ngày 10 tháng 12 năm 2009 | Vancouver          | Canada         | Queen Elizabeth Theatre            |
| ngày 11 tháng 12 năm 2009 | Vancouver          | Canada         | Queen Elizabeth Theatre            |
| ngày 13 tháng 12 năm 2009 | San Francisco      | United States  | Bill Graham Civic Auditorium       |
| ngày 14 tháng 12 năm 2009 | San Francisco      | United States  | Bill Graham Civic Auditorium       |
| ngày 17 tháng 12 năm 2009 | Las Vegas          | United States  | Pearl Concert Theater              |
| ngày 18 tháng 12 năm 2009 | Las Vegas          | United States  | Pearl Concert Theater              |
| ngày 19 tháng 12 năm 2009 | San Diego          | United States  | San Diego Sports Arena             |
| ngày 21 tháng 12 năm 2009 | Los Angeles        | United States  | Nokia Theatre                      |
| ngày 22 tháng 12 năm 2009 | Los Angeles        | United States  | Nokia Theatre                      |
| ngày 23 tháng 12 năm 2009 | Los Angeles        | United States  | Nokia Theatre                      |
| ngày 27 tháng 12 năm 2009 | New Orleans        | United States  | UNO Lakefront Arena                |
| ngày 28 tháng 12 năm 2009 | Atlanta            | United States  | Fox Theatre                        |
| ngày 29 tháng 12 năm 2009 | Atlanta            | United States  | Fox Theatre                        |
| ngày 31 tháng 12 năm 2009 | Miami              | United States  | James L. Knight Center             |
| ngày 2 tháng 1 năm 2010   | Miami              | United States  | James L. Knight Center             |
| ngày 3 tháng 1 năm 2010   | Orlando            | United States  | UCF Arena                          |
| ngày 7 tháng 1 năm 2010   | St. Louis          | United States  | Fox Theatre                        |
| ngày 8 tháng 1 năm 2010   | Chicago            | United States  | Rosemont Theatre                   |
| ngày 9 tháng 1 năm 2010   | Chicago            | United States  | Rosemont Theatre                   |
| ngày 10 tháng 1 năm 2010  | Chicago            | United States  | Rosemont Theatre                   |
| ngày 12 tháng 1 năm 2010  | Detroit            | United States  | Joe Louis Arena                    |
| ngày 13 tháng 1 năm 2010  | Detroit            | United States  | Joe Louis Arena                    |
| ngày 20 tháng 1 năm 2010  | thành phố New York | United States  | Radio City Music Hall[A]           |
| ngày 21 tháng 1 năm 2010  | thành phố New York | United States  | Radio City Music Hall[A]           |
| ngày 23 tháng 1 năm 2010  | thành phố New York | United States  | Radio City Music Hall[A]           |
| ngày 24 tháng 1 năm 2010  | thành phố New York | United States  | Radio City Music Hall[A]           |
| ngày 26 tháng 1 năm 2010  | West Lafayette     | United States  | Edward C. Elliott Hall of Music[B] |
| Châu Âu                   |                    |                |                                    |
| ngày 18 tháng 2 năm 2010  | Manchester         | United Kingdom | Manchester Evening News Arena      |
| ngày 20 tháng 2 năm 2010  | Dublin             | Ireland        | The O2                             |
| ngày 21 tháng 2 năm 2010  | Dublin             | Ireland        | The O2                             |
| ngày 22 tháng 2 năm 2010  | Belfast            | Ireland        | Odyssey Arena                      |
| ngày 24 tháng 2 năm 2010  | Liverpool          | United Kingdom | Echo Arena                         |
| ngày 26 tháng 2 năm 2010  | Luân Đôn           | United Kingdom | The O2 Arena                       |
| ngày 27 tháng 2 năm 2010  | Luân Đôn           | United Kingdom | The O2 Arena                       |
| ngày 1 tháng 3 năm 2010   | Glasgow            | United Kingdom | SECC                               |
| ngày 3 tháng 3 năm 2010   | Cardiff            | United Kingdom | Cardiff International Arena        |
| ngày 4 tháng 3 năm 2010   | Newcastle          | United Kingdom | Metro Radio Arena                  |
| ngày 5 tháng 3 năm 2010   | Birmingham         | United Kingdom | LG Arena                           |
| Châu Đại Dương            |                    |                |                                    |
| ngày 13 tháng 3 năm 2010  | Auckland           | New Zealand    | Vector Arena                       |
| ngày 14 tháng 3 năm 2010  | Auckland           | New Zealand    | Vector Arena                       |
| ngày 17 tháng 3 năm 2010  | Sydney             | Australia      | Sydney Entertainment Centre        |
| ngày 18 tháng 3 năm 2010  | Sydney             | Australia      | Sydney Entertainment Centre        |
| ngày 20 tháng 3 năm 2010  | Newcastle          | Australia      | Newcastle Entertainment Centre     |
| ngày 23 tháng 3 năm 2010  | Melbourne          | Australia      | Rod Laver Arena                    |
| ngày 24 tháng 3 năm 2010  | Melbourne          | Australia      | Rod Laver Arena                    |
| ngày 26 tháng 3 năm 2010  | Brisbane           | Australia      | Brisbane Entertainment Centre      |
| ngày 27 tháng 3 năm 2010  | Brisbane           | Australia      | Brisbane Entertainment Centre      |
| ngày 29 tháng 3 năm 2010  | Canberra           | Australia      | AIS Arena                          |
| ngày 1 tháng 4 năm 2010   | Perth              | Australia      | Burswood Dome                      |
| ngày 3 tháng 4 năm 2010   | Adelaide           | Australia      | Adelaide Entertainment Centre      |
| ngày 5 tháng 4 năm 2010   | Wollongong         | Australia      | WIN Entertainment Centre           |
| ngày 7 tháng 4 năm 2010   | Sydney             | Australia      | Sydney Entertainment Centre        |
| ngày 9 tháng 4 năm 2010   | Melbourne          | Australia      | Rod Laver Arena                    |
| Châu Á                    |                    |                |                                    |
| ngày 14 tháng 4 năm 2010  | Kobe               | Nhật Bản       | Kobe World Kinen Hall              |
| ngày 15 tháng 4 năm 2010  | Kobe               | Nhật Bản       | Kobe World Kinen Hall              |
| ngày 17 tháng 4 năm 2010  | Yokohama           | Nhật Bản       | Yokohama Arena                     |
| ngày 18 tháng 4 năm 2010  | Yokohama           | Nhật Bản       | Yokohama Arena                     |
| Châu Âu                   |                    |                |                                    |
| ngày 7 tháng 5 năm 2010   | Stockholm          | Thuỵ Điển      | Ericsson Globe                     |
| ngày 8 tháng 5 năm 2010   | Stockholm          | Thuỵ Điển      | Ericsson Globe                     |
| ngày 10 tháng 5 năm 2010  | Hamburg            | Đức            | O2 World                           |
| ngày 11 tháng 5 năm 2010  | Berlin             | Đức            | O2 World Berlin                    |
| ngày 15 tháng 5 năm 2010  | Arnhem             | Hà Lan         | GelreDome                          |
| ngày 17 tháng 5 năm 2010  | Antwerp            | Bỉ             | Sportpaleis Antwerp                |
| ngày 18 tháng 5 năm 2010  | Antwerp            | Bỉ             | Sportpaleis Antwerp                |
| ngày 21 tháng 5 năm 2010  | Paris              | Pháp           | Cung thể thao Paris-Bercy          |
| ngày 22 tháng 5 năm 2010  | Paris              | Pháp           | Cung thể thao Paris-Bercy          |
| ngày 24 tháng 5 năm 2010  | Oberhausen         | Germany        | König Pilsener Arena               |
| ngày 25 tháng 5 năm 2010  | Strasbourg         | France         | Le Zénith                          |
| ngày 27 tháng 5 năm 2010  | Nottingham         | United Kingdom | Trent FM Arena[C]                  |
| ngày 28 tháng 5 năm 2010  | Birmingham         | United Kingdom | LG Arena                           |
| ngày 30 tháng 5 năm 2010  | London             | United Kingdom | The O2 Arena                       |
| ngày 31 tháng 5 năm 2010  | London             | United Kingdom | The O2 Arena                       |
| ngày 2 tháng 6 năm 2010   | Manchester         | United Kingdom | Manchester Evening News Arena      |
| ngày 3 tháng 6 năm 2010   | Manchester         | United Kingdom | Manchester Evening News Arena      |
| ngày 4 tháng 6 năm 2010   | Sheffield          | United Kingdom | Sheffield Arena                    |
| Bắc Mỹ                    |                    |                |                                    |
| ngày 28 tháng 6 năm 2010  | Montreal           | Canada         | Bell Centre                        |
| ngày 1 tháng 7 năm 2010   | Boston             | United States  | TD Garden                          |
| ngày 2 tháng 7 năm 2010   | Boston             | United States  | TD Garden                          |
| ngày 4 tháng 7 năm 2010   | Thành phố Atlantic | United States  | Boardwalk Hall                     |
| ngày 6 tháng 7 năm 2010   | Thành phố New York | United States  | Madison Square Garden              |
| ngày 7 tháng 7 năm 2010   | Thành phố New York | United States  | Madison Square Garden              |
| ngày 9 tháng 7 năm 2010   | Thành phố New York | United States  | Madison Square Garden              |
| ngày 11 tháng 7 năm 2010  | Toronto            | Canada         | Air Canada Centre                  |
| ngày 12 tháng 7 năm 2010  | Toronto            | Canada         | Air Canada Centre                  |
| ngày 14 tháng 7 năm 2010  | Cleveland          | United States  | Quicken Loans Arena                |
| ngày 15 tháng 7 năm 2010  | Indianapolis       | United States  | Conseco Fieldhouse                 |
| ngày 17 tháng 7 năm 2010  | St. Louis          | United States  | Scottrade Center                   |
| ngày 20 tháng 7 năm 2010  | Oklahoma City      | United States  | Ford Center                        |
| ngày 22 tháng 7 năm 2010  | Dallas             | United States  | Trung tâm American Airlines        |
| ngày 23 tháng 7 năm 2010  | Dallas             | United States  | Trung tâm American Airlines        |
| ngày 25 tháng 7 năm 2010  | Houston            | United States  | Trung tâm Toyota                   |
| ngày 26 tháng 7 năm 2010  | Houston            | United States  | Trung tâm Toyota                   |
| ngày 28 tháng 7 năm 2010  | Denver             | United States  | Pepsi Center                       |
| ngày 31 tháng 7 năm 2010  | Phoenix            | United States  | US Airways Center                  |
| ngày 3 tháng 8 năm 2010   | Kansas City        | United States  | Sprint Center                      |
| ngày 6 tháng 8 năm 2010   | Chicago            | United States  | Lollapalooza                       |
| ngày 11 tháng 8 năm 2010  | Los Angeles        | United States  | Trung tâm Staples                  |
| ngày 12 tháng 8 năm 2010  | Los Angeles        | United States  | Trung tâm Staples                  |
| ngày 13 tháng 8 năm 2010  | Las Vegas          | United States  | MGM Grand Garden Arena             |
| ngày 16 tháng 8 năm 2010  | San Jose           | United States  | HP Pavilion                        |
| ngày 17 tháng 8 năm 2010  | San Jose           | United States  | HP Pavilion                        |
| ngày 19 tháng 8 năm 2010  | Portland           | United States  | Rose Garden                        |
| ngày 21 tháng 8 năm 2010  | Tacoma             | United States  | Tacoma Dome                        |
| ngày 23 tháng 8 năm 2010  | Vancouver          | Canada         | General Motors Place               |
| ngày 24 tháng 8 năm 2010  | Vancouver          | Canada         | General Motors Place               |
| ngày 26 tháng 8 năm 2010  | Edmonton           | Canada         | Rexall Place                       |
| ngày 27 tháng 8 năm 2010  | Edmonton           | Canada         | Rexall Place                       |
| ngày 30 tháng 8 năm 2010  | St. Paul           | United States  | Xcel Energy Center                 |
| ngày 31 tháng 8 năm 2010  | St. Paul           | United States  | Xcel Energy Center                 |
| ngày 2 tháng 9 năm 2010   | Milwaukee          | United States  | Bradley Center                     |
| ngày 4 tháng 9 năm 2010   | Auburn Hills       | United States  | The Palace of Auburn Hills         |
| ngày 5 tháng 9 năm 2010   | Pittsburgh         | United States  | Consol Energy Center               |
| ngày 7 tháng 9 năm 2010   | Washington, DC     | United States  | Verizon Center                     |
| ngày 8 tháng 9 năm 2010   | Charlottesville    | United States  | John Paul Jones Arena              |
| ngày 14 tháng 9 năm 2010  | Philadelphia       | United States  | Wachovia Center                    |
| ngày 15 tháng 9 năm 2010  | Philadelphia       | United States  | Wachovia Center                    |
| ngày 16 tháng 9 năm 2010  | Hartford           | United States  | XL Center                          |
| ngày 18 tháng 9 năm 2010  | Charlotte          | United States  | Time Warner Cable Arena            |
| ngày 19 tháng 9 năm 2010  | Raleigh            | United States  | RBC Center                         |
| Châu Âu                   |                    |                |                                    |
| ngày 13 tháng 10 năm 2010 | Helsinki           | Phần Lan       | Hartwall Areena                    |
| ngày 14 tháng 10 năm 2010 | Helsinki           | Phần Lan       | Hartwall Areena                    |
| ngày 16 tháng 10 năm 2010 | Oslo               | Na Uy          | Oslo Spektrum                      |
| ngày 17 tháng 10 năm 2010 | Oslo               | Na Uy          | Oslo Spektrum                      |
| ngày 20 tháng 10 năm 2010 | Herning            | Đan Mạch       | MCH Indoor Arena                   |
| ngày 22 tháng 10 năm 2010 | Paris              | France         | Cung thể thao Paris-Bercy          |
| ngày 23 tháng 10 năm 2010 | Paris              | France         | Cung thể thao Paris-Bercy          |
| ngày 26 tháng 10 năm 2010 | Dublin             | Ireland        | The O2                             |
| ngày 27 tháng 10 năm 2010 | Dublin             | Ireland        | The O2                             |
| ngày 29 tháng 10 năm 2010 | Dublin             | Ireland        | The O2                             |
| ngày 30 tháng 10 năm 2010 | Belfast            | Ireland        | Odyssey Arena                      |
| ngày 1 tháng 11 năm 2010  | Belfast            | Ireland        | Odyssey Arena                      |
| ngày 2 tháng 11 năm 2010  | Belfast            | Ireland        | Odyssey Arena                      |
| ngày 5 tháng 11 năm 2010  | Zagreb             | Croatia        | Arena Zagreb                       |
| ngày 7 tháng 11 năm 2010  | Budapest           | Hungary        | Budapest Sports Arena              |
| ngày 9 tháng 11 năm 2010  | Torino             | Ý              | PalaOlimpico                       |
| ngày 11 tháng 11 năm 2010 | Viên               | Áo             | Wiener Stadthalle                  |
| ngày 14 tháng 11 năm 2010 | Zurich             | Thụy Sĩ        | Hallenstadion                      |
| ngày 15 tháng 11 năm 2010 | Zurich             | Thụy Sĩ        | Hallenstadion                      |
| ngày 17 tháng 11 năm 2010 | Praha              | Cộng hòa Séc   | O2 Arena                           |
| ngày 19 tháng 11 năm 2010 | Malmö              | Thuỵ Điển      | Malmö Arena                        |
| ngày 22 tháng 11 năm 2010 | Antwerp            | Belgium        | Sportpaleis                        |
| ngày 23 tháng 11 năm 2010 | Antwerp            | Belgium        | Sportpaleis                        |
| ngày 26 tháng 11 năm 2010 | Sopot              | Poland         | Hala Sopot-Gdańsk                  |
| ngày 29 tháng 11 năm 2010 | Rotterdam          | Netherlands    | Ahoy Rotterdam                     |
| ngày 30 tháng 11 năm 2010 | Rotterdam          | Netherlands    | Ahoy Rotterdam                     |
| ngày 2 tháng 12 năm 2010  | Lyon               | France         | Halle Tony Garnier                 |
| ngày 4 tháng 12 năm 2010  | Milan              | Italy          | Mediolanum Forum                   |
| ngày 5 tháng 12 năm 2010  | Milan              | Italy          | Mediolanum Forum                   |
| ngày 7 tháng 12 năm 2010  | Barcelona          | Tây Ban Nha    | Palau Sant Jordi                   |
| ngày 10 tháng 12 năm 2010 | Lisbon             | Bồ Đào Nha     | Pavilhão Atlântico                 |
| ngày 12 tháng 12 năm 2010 | Madrid             | Tây Ban Nha    | Palacio de Deportes                |
| ngày 16 tháng 12 năm 2010 | London             | United Kingdom | The O2 Arena                       |
| ngày 17 tháng 12 năm 2010 | London             | United Kingdom | The O2 Arena                       |
| Bắc Mỹ                    |                    |                |                                    |
| ngày 19 tháng 2 năm 2011  | Atlantic City      | United States  | Boardwalk Hall                     |
| ngày 21 tháng 2 năm 2011  | New York City      | United States  | Madison Square Garden              |
| ngày 22 tháng 2 năm 2011  | New York City      | United States  | Madison Square Garden              |
| ngày 24 tháng 2 năm 2011  | Washington, DC     | United States  | Verizon Center                     |
| ngày 26 tháng 2 năm 2011  | Pittsburgh         | United States  | Consol Energy Center               |
| ngày 3 tháng 3 năm 2011   | Toronto            | Canada         | Air Canada Centre                  |
| ngày 8 tháng 3 năm 2011   | Boston             | United States  | TD Garden                          |
| ngày 10 tháng 3 năm 2011  | Columbus           | United States  | Jerome Schottenstein Center        |
| ngày 14 tháng 3 năm 2011  | Dallas             | United States  | Trung tâm American Airlines        |
| ngày 15 tháng 3 năm 2011  | San Antonio        | United States  | AT&T Center                        |
| ngày 19 tháng 3 năm 2011  | Salt Lake City     | United States  | Energy Solutions Arena             |
| ngày 22 tháng 3 năm 2011  | Oakland            | United States  | Oracle Arena                       |
| ngày 25 tháng 3 năm 2011  | Las Vegas          | United States  | MGM Grand Garden Arena             |
| ngày 28 tháng 3 năm 2011  | Los Angeles        | United States  | Trung tâm Staples                  |
| ngày 8 tháng 4 năm 2011   | Houston            | United States  | Trung tâm Toyota                   |
| ngày 9 tháng 4 năm 2011   | New Orleans        | United States  | New Orleans Arena                  |
| ngày 12 tháng 4 năm 2011  | Fort Lauderdale    | United States  | BankAtlantic Center                |
| ngày 13 tháng 4 năm 2011  | Miami              | United States  | American Airlines Arena            |
| ngày 18 tháng 4 năm 2011  | Atlanta            | United States  | The Arena tại Trung tâm Gwinnett   |
| ngày 3 tháng 5 năm 2011   | Zapopan            | México         | Estadio Tres de Marzo              |
| ngày 5 tháng 5 năm 2011   | Mexico City        | México         | Foro Sol                           |
| ngày 6 tháng 5 năm 2011   | Mexico City        | México         | Foro Sol                           |

### Tổng số vé bán và doanh thu
{{| class="wikitable" style="text-align:center"
! width="200" | Địa điểm
! width="150" | Thành phố
! width="170" | Vé bán ra / Vé phát hành
! width="140" | Tổng doanh thu
|-\Nielsen Business Media, Inc.}}</ref>
|-
|Bell Centre
|Montreal
|23,868 / 28,049 (85%)
|$8,250,870
|-
|Air Canada Centre
|Toronto
|12,265 / 12,265 (100%)
|$15,619,497
|-
|Scotiabank Place
|Ottawa
|7,645 / 7,645 (100%)
|$9,375,875
|-
|Wang Theatre
|Boston
|7,056 / 7,056 (100%)
|$4,385,924
|-
|Susquehanna Bank Center
|Camden
|7,143 / 7,143 (100%)
|$4,891,295
|-
|Queen Elizabeth Theatre
|Vancouver
|8,220 / 8,220 (100%)
|$479,149
|-
|Bill Graham Civic Auditorium
|San Francisco
|17,000 / 17,000 (100%)
|$9,840,960
|-
|Nokia Theatre 
|Los Angeles
|20,559 / 20,559 (100%)
|$944,680
|-
|Fox Theatre
|Atlanta
|8,897 / 8,897 (100%)
|$489,849
|-
|James L. Knight Center
|Miami
|9,365 / 9,365 (100%)
|$445,933
|-
|UCF Arena
|Orlando
|6,753 / 6,785 (99%)
|$283,886
|-
|Rosemont Theatre
|Rosemont
|12,712 / 13,032 (97%)
|$610,177
|-
|Joe Louis Arena
|Detroit
|16,084 / 16,648 (97%)
|$750,090
|-
|Radio City Music Hall
|New York 
|23,684 / 23,684 (100%)
|$1,360,515
|-
|Edward C. Elliott Hall of Music
|West Lafayette
|5,765 / 5,765 (100%)
|$198,893
|-
|Manchester Evening News Arena
|Manchester
|40,327 / 40,472 (~100%)
|$3,007,033
|-
|The O2
|Dublin
|62,985 / 62,985 (100%)
|$1,225,970
|-
|Odyssey Arena
|Belfast
|10,038 / 10,038 (100%)
|$426,986
|-
|The O2 Arena 
|London  
|67,795 / 67,812 (99%)  
|$4,618,330 
|-
|Vector Arena
|Auckland
|23,084 / 23,936 (96%)
|$1,056,840
|-
|Sydney Entertainment Centre
|Sydney
|35,460 / 35,460 (100%)
|$2,533,140
|-
|Newcastle Entertainment Centre
|Newcastle
|7,182 / 7,225 (99%)
|$527,770
|-
|Rod Laver Arena
|Melbourne
|39,299 / 39,299 (100%)
|$2,679,010
|-
|AIS Arena
|Canberra
|4,990 / 5,058 (99%)
|$328,569
|-
|Burswood Dome
|Perth
|18,383 / 22,891 (80%)
|$1,746,560
|-
|Adelaide Entertainment Centre
|Adelaide
|9,186 / 9,791 (94%)
|$629,515
|-
|WIN Entertainment Centre
|Wollongong
|5,183 / 5,746 (90%)
|$349,420
|-
|Brisbane Entertainment Centre
|Brisbane
|25,222 / 25,476 (99%)
|$2,065,210
|-
|O2 World Hamburg
|Hamburg
|7,010 / 10,500 (67%)
|$600,688
|-
|Sportpaleis
|Antwerp
|63,759 / 63,759 (100%)
|$5,255,380
|-
|Cung thể thao Paris-Bercy
|Paris 
|31,474 / 31,552 (~100%)
|$2,763,340
|-
|Boardwalk Hall
|Atlantic City 
|13,335 / 13,335 (100%)
|$1,824,963
|-
|Madison Square Garden
|New York City
|45,461 / 45,461 (100%)
|$5,083,454
|-
|Trung tâm American Airlines
|Dallas 
|25,955 / 28,073 (93%)
|$2,965,424
|-
|Trung tâm Staples
|Los Angeles
|29,211 / 29,593 (99%)
|$3,532,782
|-
|Rose Garden
|Portland
|13,149 / 13,149 (100%)
|$1,386,255
|-
|Rexall Place
|Edmonton 
|28,282 / 28,282 (100%)
|$2,794,870
|-
|Verizon Center
|Washington, D.C.
|14,528 / 14,528 (100%)
|$1,564,825
|-
|colspan="2"|TỔNG CỘNG
|774,704 / 789,562 (98%)
|$59,296,957
|-
|}
Sau 179 buổi biểu diễn trên toàn thế giới tổng doanh thu của The Monster Ball Tour trên toàn thế giới là 227.4 triệu USD. Trở thành tour lưu diễn ăn khách nhất của Lady Gaga